# CDで聞いてみて。 〜ニコニコ動画せれくちょん〜
『CDで聞いてみて。 〜ニコニコ動画せれくちょん〜』（シーディーできいてみて ニコニコどうがせれくちょん）は、動画共有サイト「ニコニコ動画」で人気のある楽曲を収録したコンピレーション・アルバムである。2008年7月9日に、BinaryMixx Recordsより発売された。

## 概要
動画共有サイト「ニコニコ動画」内で人気のある、12曲の楽曲を収録したコンピレーション・アルバム。それぞれ制作者から改められた音質の良い音源を収録している。本作の発売に伴い、UGAにて全曲、DAMにて一部の曲がカラオケ配信された。発売時の価格は税込2525円であり、「ニコニコ」の語呂合わせとなっている。
本作のスーパーバイザーである齋藤光二は、本作の発売に至るまでに、CDのタイトルが悩んだと語っている。「CDにしてみた」や「権利許諾を取ってみた」という案もあり、齋藤自身は「権利許諾を取ってみた」で行くつもりだったものの、断念した経緯がある。
また、著作権関連の交渉にも苦労したといい、本作の収録曲は全て作者と直にやり取りをしており、「みくみくにしてあげる♪【してやんよ】」「恋スルVOC@LOID」といった、ボーカルにVOCALOID2「初音ミク」を使用したオリジナル楽曲も、権利者の理解があって許諾されたものである。また、中でも「思い出はおっくせんまん!」に関しては、何としてもアーティスト名を「ゴム」名義で収録するため、権利者であるカプコンと交渉を重ね、カプコン側が二次創作に理解を示したことで、CDの発売やカラオケ配信にこぎついた。

## 収録曲
1. レッツゴー!陰陽師
2. エアーマンが倒せない
3. みくみくにしてあげる♪【してやんよ】
4. 魔理沙は大変なものを盗んでいきました
5. 男女
6. きみのためなら死ねる
7. RODEO MACHINE
8. When They Cry
9. CARAMELLDANSEN（ウッーウッーウマウマ(゜∀゜)）（Speedycake Remix）
10. 恋スルVOC@LOID
11. 思い出はおっくせんまん!
12. true my heart -ave;new NICCO Remix-

### 楽曲解説
レッツゴー!陰陽師
矢部野彦麿&琴姫 with 坊主ダンサーズ
（作詞・作曲：田中敬一）

ノイズファクトリーの対戦格闘アクションゲーム『新・豪血寺一族 -煩悩解放-』挿入歌。 「ニコニコ動画」では本曲のPVが「ニコニコ動画（β）」時代に再生数200万回を記録した経緯があり、現在も総合ランキング3位の再生数を誇っている。

エアーマンが倒せない
Team.ねこかん[猫]
（作詞：［1番］seramikarutitan、［2番］たかにそ 作曲：seramikarutitan 編曲：nyanyannnya@Team.ねこかん[猫]）

カプコンのアクションゲーム『ロックマン2 Dr.ワイリーの謎』をモチーフにした、同人音楽楽曲。「ニコニコ動画」では高い再生数に加え、別キャラクターバージョンが投稿されるなどの展開を見せ、話題を呼んだ。

みくみくにしてあげる♪【してやんよ】
ika
（作詞・作曲・編曲：ika_mo）

ボーカルにVOCALOID2「初音ミク」を使用したオリジナル楽曲。「ニコニコ動画」では、現在、マイリスト登録数で総合ランキング5位、再生数で総合ランキング4位をそれぞれ記録している。

魔理沙は大変なものを盗んでいきました
藤咲かりん
（作詞：ARM with "loving" YOUNO 作曲：ZUN 編曲：ARM）
上海アリス幻樂団製作の弾幕系シューティングゲーム『東方妖々夢 〜 Perfect Cherry Blossom.』で使用されているBGM「人形裁判 〜 人の形弄びし少女」を原曲とした、イオシスによるアレンジ楽曲。「ニコニコ動画」ではAdobe Flashを用いたPVが人気を博し、MADムービーの元ネタとしてよく使用されている。

男女
太郎
（作詞・作曲・編曲：太郎）

太郎のデビューシングル。「ニコニコ動画」では本曲の音源を使ったアニメーションが投稿され、話題となった。

きみのためなら死ねる
スーパーラバーズ
（作詞・吉永匠  作曲・編曲：幡谷尚史）
ソニックチームのアクションゲーム『きみのためなら死ねる』テーマソング。「ニコニコ動画」では多くのMADムービーに使用された。

RODEO MACHINE
HALFBY
（作曲：TAKAHIRO TAKAHASHI）
HALFBYのアルバム『GREEN HOURS』収録曲。「ニコニコ動画」ではgroovisions制作のPVが「少し楽しくなる動画」として人気となった。「おまいGONZO」「すいませんこれで何聞くの」「中曽根ティーチャー」などの空耳フレーズが有名で、「中曽根OFF」と呼ばれるPVを再現する大規模OFF会が開かれたほど。なお、本作の収録曲の中では唯一歌詞が記載されていない。

When They Cry
らっぷびと
（作詞：らっぷびと 作曲：らっぷびと/K's 編曲：K's）
07th Expansionの同人ゲーム『ひぐらしのなく頃に』をモチーフにしたオリジナル楽曲。「ニコニコ動画」にアップロードされたものに手直しを加えた音源が収録されている。らっぷびとのデビューアルバム『RAP BEAT』にも収録されている。

CARAMELLDANSEN（ウッーウッーウマウマ(゜∀゜)）（Speedycake Remix）
キャラメル
（作詞・作曲・編曲：Jorge Vasconcelo & Juha Myllyia）

キャラメルのアルバム『Supergott』収録曲。本作には原曲よりスピードを1.2倍〜1.3倍に早めた「Speedycake Remix」を収録している。「ニコニコ動画」では「ウッーウッーウマウマ」という空耳と、楽曲に合わせてキャラクターを躍らせた動画が話題となった。

恋スルVOC@LOID
OSTER project
（作詞・作曲・編曲：OSTER project）
ボーカルにVOCALOID2「初音ミク」を使用したオリジナル楽曲。「初音ミク」のキャラクターソングという位置づけで制作された。

思い出はおっくせんまん!
ゴム
（作詞：不詳 作曲：カプコン（立石孝） 編曲：蒼い牙）
『ロックマン2 Dr.ワイリーの謎』の「ワイリーステージ1」のBGM「Dr.WILY STAGE 1」に、戻れない少年時代を懐古する歌詞を付けた楽曲。通称「思い出は億千万」「おっくせんまん!」。
「ニコニコ動画」では「ランティス組曲 feat.Nico Nico Artists」にも参加したゴムが歌った「【ゴム】 ロックマン2 おっくせんまん!（Version ゴム）」が約690万回再生される人気を誇っており、本作には蒼い牙が原曲のイメージを壊さないリアレンジを施した別バージョンが収録されている。
本作への収録のために、ドワンゴ・エージー・エンタテインメント側の「作詞者を特定できるならば、明確な形で使用の許諾の手続きを取りたい」という思いから、2008年5月26日より「ニコニコ動画」のニュースページ「ニコニコニュース」にて本曲の作詞者の探索が行われた。結果、「相当数の申し出があった」ものの、「相当多人数による重畳的な作詞の集合による作品」とされ、特定人の著作物とは認定されず、作詞者不詳のまま収録された。調査記録についての詳細はこちらを参照。
なお、ドワンゴ・エージー・エンタテインメント側の「おっくせんまんの誕生に寄与いただいた方々の思いを何らかの形にしたい」との考えから、CDの収益の一部がニート支援団体に寄付されている。

true my heart -ave;new NICCO Remix-
ave;new feat. 佐倉紗織
（作詞：a.k.a.dREES & 佐倉紗織（ave;new） 作曲・編曲：a.k.a.dREES（ave;new））

Lump of Sugarのアダルトゲーム『Nursery Rhyme -ナーサリィ☆ライム-』オープニングテーマ。本作には、本作のためだけに制作された、ave;newによるオリジナル状態のリミックスが施されたスペシャルバージョンが収録されている。「ニコニコ動画」では「きしめん」の空耳で人気となった。

## クレジット
- Producer：Akihiro Takeuchi（dwango AG Entertainment Co., Ltd.）
- Mastered by Kentaro Kimura
- Mastered at Kimken studio
- Sales Promoter：Hidekazu Tanaka（dwango AG Entertainment Co., Ltd.）、Ayaka Mizota（dwango AG Entertainment Co., Ltd.）
- Jacket Design：Daisuke kuriki
- Supervisor：Koji Saito
- Executive Producer：Kenichi Kai（dwango AG Entertainment Co., Ltd.）、Toyoki Ota
- Courtesy：CAPCOM、dwango Music Pablishing,Inc.、EMI Music Japan、INCS TO ENTER、IOSYS、niwango、Project Delta、Quake Holdings Inc.、SECOND ROYAL RECORDS、WAVE MASTER
- Special Thanks：NICO NICO DOUGA、Akihiro Kanai、Atsuhiro Nihei、Kenji Sugino（amazon.co.jp）、Masahiko Kato、Tai Kamba、Takushi Karikomi、Tsuyoshi Aiba and All NICO NICO Fans!!